# Tomáš Wágner
Tomáš Wágner (* 6. března 1990 Praha) je český  fotbalista, který hraje na pozici útočníka za FK Příbram. Mezi lety 2011 a 2012 odehrál také 11 zápasů v dresu reprezentace do 21 let, ve kterých si připsal 6 branek.
Získal ocenění „Hráč měsíce Gambrinus ligy“ za červenec 2013.

## Klubová kariéra
Svoji fotbalovou kariéru začal v 1. FK Příbram, kde prošel všemi mládežnickými kategoriemi.

### 1. FK Příbram
V roce 2009 se propracoval do prvního týmu. K prvnímu ligovému zápasu nastoupil za Příbram 23. května 2009, kdy střídal v 76. minutě. Ve svém prvním ligovém zápase vstřelil i svůj první ligový gól. Celkem za tým vstřelil 15 gólů v 57 utkáních.

### FC Viktoria Plzeň
V lednu 2012 přestoupil do týmu FC Viktoria Plzeň za odhadovanou částku 20 miliónů korun a podepsal zde smlouvu na 3½ roku. Na západě Čech však nedostával tolik prostoru.
Po návratu z hostování vstřelil v přípravném zápase 22. června 2013 v rozmezí osmi minut hattrick za Plzeň proti divizním Rokycanům (výhra 8:2). 12. července 2013 vstřelil oba góly svého mužstva v zápase o český Superpohár 2013 proti FK Baumit Jablonec (měl šanci i na hattrick, ale jednu branku mu rozhodčí neuznali). Plzeň prohrála 2:3 a trofej získal soupeř. Skóroval i 19. července 2013 (1. kolo Gambrinus ligy 2013/14) proti hostujícímu týmu Bohemians Praha 1905, podílel se tak na drtivé výhře 5:0. Střelecky se prosadil rovněž 23. července v odvetě 2. předkola Ligy mistrů UEFA 2013/14 proti domácímu bosenskému týmu FK Željezničar Sarajevo, Plzeň vyhrála 2:1 a postoupila do 3. předkola. V domácí odvetě třetího předkola 7. srpna 2013 proti estonskému celku JK Nõmme Kalju dotlačil míč do sítě za přispění soupeřova obránce, Plzeň porazila soupeře vysoko 6:2 a postoupila do 4. předkola. Po povedeném startu do sezóny přestal být nasazován do základní sestavy a v roli prvního útočníka jej nahradil Stanislav Tecl. S Plzní postoupil ze třetího místa v základní skupině D Ligy mistrů se ziskem 3 bodů do jarních vyřazovacích bojů Evropské ligy 2013/14. V posledním utkání skupiny 10. prosince 2013 vstřelil v 90. minutě vítězný gól proti CSKA Moskva a podílel se tak na obratu na konečných 2:1. Právě tento gól znamenal postup klubu do jarní části EL. 7. 2. 2014 podepsal s Viktorkou nový kontrakt do 30. 6. 2017.

### 1. FK Příbram (hostování)
Před sezonou 2012/13 byl uvolněn na roční hostování zpět do Příbrami. Celkem odehrál v sezóně 26 ligových zápasů a vsítil 6 branek.

### FK Mladá Boleslav (hostování)
V červnu 2014 odešel na roční hostování s možností opce do FK Mladá Boleslav, kde měl nahradit Martina Nešpora, jenž odešel do AC Sparta Praha. Z Viktorie s Wágnerem odešel do Ml. Boleslavi i Michal Ďuriš (také hostování). Po roce mu v klubu skončilo hostování a vrátil se do Plzně. Celkem za tým odehrál 24 zápasů, ve kterých vstřelil 10 gólů.

### FK Jablonec
Dne 17. června 2015 přestoupil spolu se spoluhráčem z Plzně útočníkem Stanislavem Teclem do týmu FK Jablonec, kde podepsal tříletý kontrakt do 30. června 2018. Opačným směrem odešel Jan Kopic. Podrobnosti transakce včetně ceny, nebyly oběma kluby blíže komentovány.

30. července 2016 vstřelil v prvním ligovém kole sezóny 2016/17 hattrick v utkání proti MFK Karviná a pomohl tak svému týmu k výhře 5:3.

### MFK Karviná
V lednu 2017 odešel z Jablonce na hostování do klubu MFK Karviná, jehož A-tým vedl trenér Jozef Weber.
V jarní části sezóny 2016/17 odehrál 14 ligových zápasů, v nichž třikrát skóroval.
V červnu 2017 se s Karvinou dohodl na trvalém přestupu z Jablonce. Zájem o jeho služby měl ještě tým FC Fastav Zlín, vítěz českého poháru 2016/17.

### FK Mladá Boleslav
V červenci 2019 přestoupil do Mladé Boleslavi.

## Klubové statistiky
Aktuální k 30. červnu 2018
| Sezona  | Klub                      | Země  | Soutěž  | Zápasy | Góly |
| ------- | ------------------------- | ----- | ------- | ------ | ---- |
| 2008/09 | 1. FK Příbram             | Česko | 1. liga | 1      | 1    |
| 2009/10 | 1. FK Příbram             | Česko | 1. liga | 18     | 3    |
| 2010/11 | 1. FK Příbram             | Česko | 1. liga | 23     | 4    |
| 2011/12 | 1. FK Příbram             | Česko | 1. liga | 16     | 7    |
| 2011/12 | FC Viktoria Plzeň         | Česko | 1. liga | 12     | 0    |
| 2012/13 | 1. FK Příbram (host.)     | Česko | 1. liga | 26     | 6    |
| 2013/14 | FC Viktoria Plzeň         | Česko | 1. liga | 25     | 8    |
| 2014/15 | FK Mladá Boleslav (host.) | Česko | 1. liga | 24     | 10   |
| 2015/16 | FK Jablonec               | Česko | 1. liga | 26     | 4    |
| 2016/17 | FK Jablonec               | Česko | 1. liga | 9      | 4    |
| 2016/17 | MFK Karviná (host.)       | Česko | 1. liga | 14     | 3    |
| 2017/18 | MFK Karviná               | Česko | 1. liga | 25     | 9    |

## Reprezentační kariéra
Tomáš Wágner nastupoval za českou reprezentaci do 21 let.
Debutoval 10. srpna 2011 v kvalifikaci na ME hráčů do 21 let 2013 v domácím zápase proti Andoře, v němž český tým nastřílel soupeři 8 branek, aniž by inkasoval. Tomáš Wágner se na kanonádě zároveň podílel jedním gólem.
10. září 2012 vstřelil gól proti Walesu v posledním utkání českého celku v kvalifikační skupině 3. Zápas skončil jasným vítězstvím České republiky 5:0, ta postoupila z prvního místa do baráže o Mistrovství Evropy ve fotbale hráčů do 21 let 2013. V baráži se střetla s Ruskem a po domácí prohře 0:2 nastoupili čeští reprezentanti 16. října 2012 do odvety v ruském městě Jekatěrinburgu. Zápas skončil remízou 2:2, oba góly vstřelil Tomáš Wágner. Na evropský šampionát postoupil soupeř.

### Reprezentační góly
Góly Tomáše Wágnera v české reprezentaci do 21 let
| Gól | Datum        | Stadion                                | Soupeř    | Skóre (min.) | Výsledek | Soutěž                      |
| --- | ------------ | -------------------------------------- | --------- | ------------ | -------- | --------------------------- |
| 010 | 010. 8. 2011 | Městský stadion, Mladá Boleslav, Česko | Andorra   | 02:00 (14.)  | 8:0      | kvalifikace na ME "21" 2013 |
| 02  | 025. 4. 2012 | NTC, Senec, Slovensko                  | Slovensko | 00:10 (43.)  | 1:2      | přátelské utkání            |
| 03  | 025. 4. 2012 | NTC, Senec, Slovensko                  | Slovensko | 00:20 (49.)  | 1:2      | přátelské utkání            |
| 04  | 010. 9. 2012 | Chance Arena, Jablonec, Česko          | Wales     | 04:00 (73.)  | 5:0      | kvalifikace na ME "21" 2013 |
| 05  | 16. 10. 2012 | Jekatěrinburg, Rusko                   | Rusko     | 01:10 (12.)  | 2:2      | baráž na ME "21" 2013       |
| 06  | 16. 10. 2012 | Jekatěrinburg, Rusko                   | Rusko     | 01:20 (64.)  | 2:2      | baráž na ME "21" 2013       |